# Nicholas Bardach
Nicholas Bardach (* 1954 in Fredericton, New Brunswick) ist ein kanadisch-deutscher Paukist und Schlagzeuger.

## Leben
Bardach begann seine Ausbildung als Paukist und Schlagzeuger in Toronto. Sein Schlagzeugstudium am Königlichen Konservatorium Brüssel schloss er mit dem Deuxième Prix du Conservatoire ab und war dann von 1975 bis 1978 Schüler von Christoph Caskel an der Hochschule für Musik und Tanz Köln. Von 1978 bis 2020 war er Paukist und Schlagzeuger der Bochumer Symphoniker. Als Solist des Orchesters führte er Werke von Pierre Boulez, Karlheinz Stockhausen, Olivier Messiaen und Bruno Maderna auf. Als zweiter Solist arbeitete er u. a. mit der Schlagzeugerin Evelyn Glennie und der Bratischistin Tabea Zimmermann zusammen. Mit Steve Reich führte er dessen Clapping Music auf. Von 1998 bis 2016 war Bardach Dozent für Schlagzeug an der Musikhochschule Aachen und leitete dort – zunächst mit Werner Otten, später mit Patrick Kersken – die Schlagzeugklasse.
Seine Bearbeitung von vier Stücken aus Mussorgskis Bilder einer Ausstellung für Viola und Harfe oder Klavier erschien 1995 im Verlag Merseburger. Die Sammlung Repertoire-Schätzchen (für Xylophon, Glockenspiel, Pauke und Klavier) wurde 1999 im Hamburger Verlag Anton J. Benjamin veröffentlicht. Edgar Varèses Ionisation für 13 Spieler wurde in Bardachs Bearbeitung für acht Schlagzeuger in Bochum, Dortmund, Nürnberg und bei der Ruhrtriennale 2004 in Essen aufgeführt.
Durch die Beschäftigung mit zeitgenössischer Musik kam Bardach zur Singenden Säge und wurde zum Spezialisten für dieses Instrument. Er gastierte mit der Singenden Säge u. a. beim NDR-Sinfonieorchester, bei den Essener Philharmonikern, den Düsseldorfer Symphonikern, dem WDR Sinfonieorchester, dem Ensemble MusikFabrik  und den Duisburger Philharmonikern und spielte unter der Leitung von Dirigenten wie Leonard Slatkin, Hans Zender, Leif Segerstam und Johannes Kalitzke. In einem abendfüllenden Programm trägt er humoristische Bearbeitungen und Persiflagen klassischer Musik, zeitgenössische Musik und Kompositionen aus dem Anfang des 20. Jahrhunderts vor.
Auf der LP Concerti Für Trompeten, Pauken Und Orgel (1979)  von Schwann Musica Mundi spielt Bardach mit dem Trompeter Guy Touvron und dem Organisten Wolfgang Karius Werke von Antonio Vivaldi. Ebenfalls bei Schwann erschien 1986 das Album Virtuose Paukenkonzerte mit Bardach, Werner Thärichen und dem Dirigenten Vernon Handley.